# Euxoa selenis
Euxoa selenis är en fjärilsart som beskrevs av Smith 1900. Euxoa selenis ingår i släktet Euxoa och familjen nattflyn. Inga underarter finns listade i Catalogue of Life.